# مايكل بالمر (كاتب أمريكي)
مايكل بالمر (بالإنجليزية: Michael Palmer)‏ هو كاتب سيناريو أمريكي، ولد في 18 يناير 1988 في ستون ماونتن في الولايات المتحدة.

## وصلات خارجية
- مايكل بالمر على موقع مرجع كرة القدم المحترفة.كوم (الإنجليزية)